# Zwarte kruitzwam
De zwarte kruitzwam (Melanomma pulvis-pyrius) is een schimmel behorend tot de familie Melanommataceae. Hij leeft saptroroof in loofbossen. Hij komt voor op dode takken van loofbomen.

## Verspreiding
In Nederland komt de zwarte kruitzwam vrij zeldzaam voor.